# Quint Terenci Cul·leó (ambaixador)
Quint Terenci Cul·leó (en llatí Quintus Terentius Culleo) va ser un destacat magistrat romà de rang pretorià i senador de considerable distinció. Formava part de la família dels Cul·leó, una branca patrícia de la gens Terència.
Va ser fet presoner durant la segona Guerra Púnica, no se sap ben bé en quin moment, i va ser alliberat al final de la guerra (201 aC). Va estar molt agraït a Publi Corneli Escipió al que devia la llibertat i en el triomf que Escipió va celebrar, seguia el carro triomfal portant la pila o gorra de la llibertat, com els esclaus emancipats. Quan Escipió va morir, va anar al seu enterrament amb la mateixa gorra, i va repartir vi dolç entre els assistents.
L'any195 aC va ser un dels tres ambaixadors enviats a Cartago per advertir dels intents d'Hanníbal que buscava fer la guerra a Roma aliat a Antíoc III el Gran.
L'any 187 aC Cul·leó va ser nomenat pretor peregrí i el senat el va elegir comissari per dirigir una investigació que volia determinar els destí dels diners entregats per Antíoc i dels que suposadament s'havia apropiat Luci Corneli Escipió Asiàtic junt amb els seus llegats. Degut a la seva antiga fidelitat als Escipió el seu nomenament va ser ben vist per l'acusat i els seus partidaris però el cert és que Escipió Asiàtic va ser condemnat, bé perquè l'evidència de la culpabilitat era tant clara que ni els seus amics es van atrevir a absoldre'l o perquè Cul·leó estava d'acord amb els enemics d'Escipió.
L'any 184 aC va ser candidat al consolat, però sense èxit. El 171 aC va ser un dels tres ambaixadors enviats davant de Masinissa I i a Cartago per demanar ajut en la guerra contra Perseu de Macedònia.